# Anna Klemens
Anna Klemens, född 1718, död 1800, var ett danskt mordoffer som lynchades anklagad för häxeri. Hon anses vara det sista fallet av sitt slag i Danmark.
Klemens var en tiggare i Brigsted. Då hon kom in i ett rum där folk konsulterade en så kallad klok gumma, utropade denna att Klemens var roten till häxeriet, och beordrade sex närvarande män att ge Klemens stryk; detta eftersom traditionen sade att magin lämnade häxan så snart hennes blod spillts. Hon dog av misshandeln. Kvinnan som beordrat misshandeln dömdes till döden medan männen förvisades.